# Helen Glover

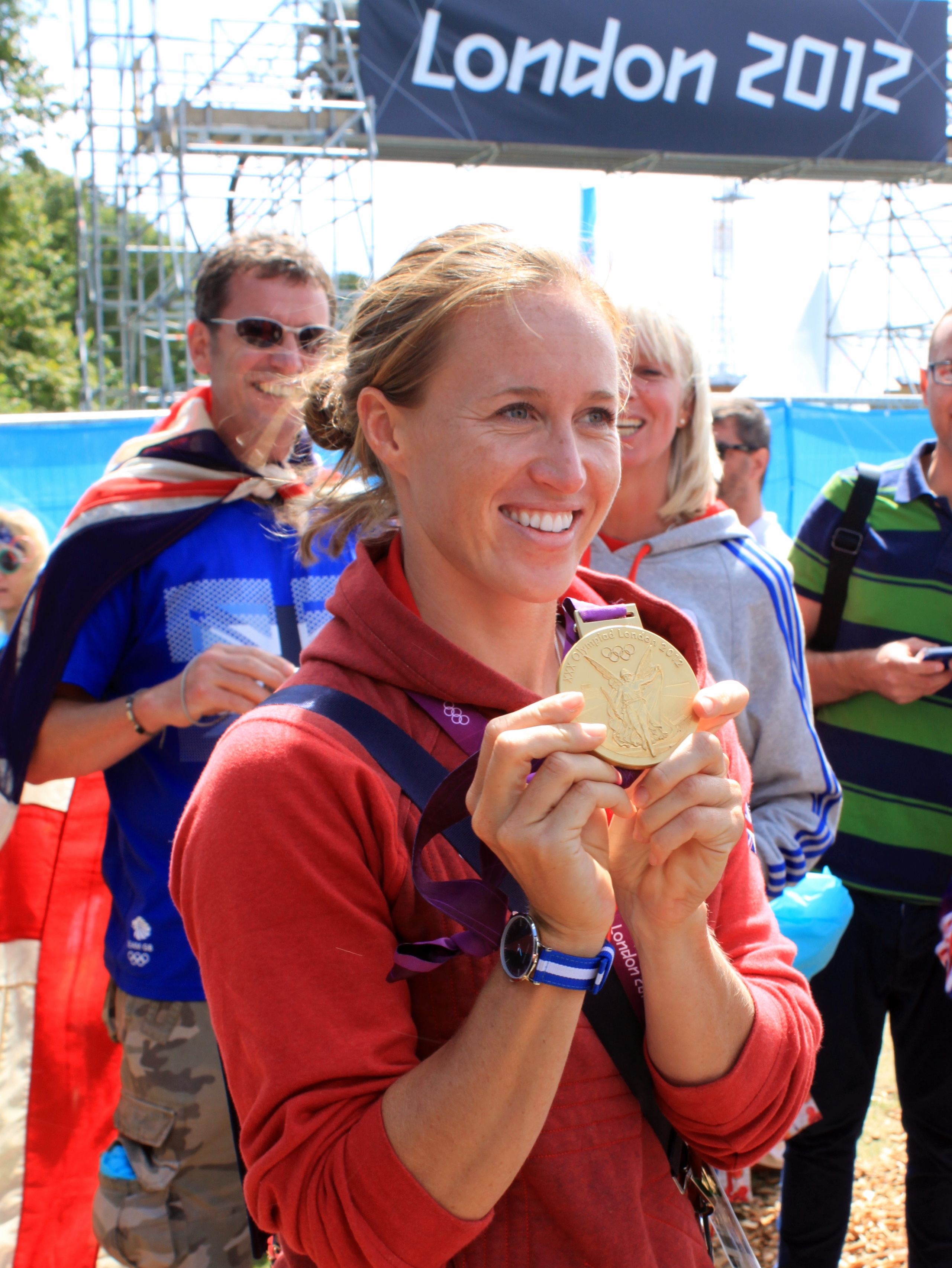
Helen Glover mit der olympischen Goldmedaille 2012

Helen Rachel Mary Glover, OBE (* 17. Juni 1986 in Truro, Cornwall) ist eine ehemalige britische Ruderin. Sie war Olympiasiegerin 2012 und 2016 im Zweier ohne Steuerfrau. 2024 wurde sie Olympiazweite im Vierer ohne Steuerfrau.

## Werdegang
Glover ist die Tochter eines Rugbyspielers, sie selber spielte als Jugendliche Feldhockey und war als Crossläuferin aktiv. Mit dem Rudersport begann sie erst 2008 während ihrer Ausbildung zur Sportlehrerin. Sie rudert für den Minerva Rowing Club in Bath.
Ihr erster Erfolg als Ruderin war der Sieg 2009 im Einer bei der Henley Royal Regatta. Seit 2010 startet sie zusammen mit Heather Stanning im Zweier ohne Steuerfrau. In der Weltcupsaison 2010 erreichten die beiden als bestes Ergebnis den fünften Platz in München, bei den Ruder-Weltmeisterschaften 2010 in Neuseeland gewannen die beiden die Silbermedaille hinter den Neuseeländerinnen Rebecca Scown und Juliette Haigh. 2011 siegten Glover und Stanning bei den Weltcupregatten in München und Luzern, bei den Ruder-Weltmeisterschaften 2011 in Bled erhielten sie erneut Silber hinter Scown und Haigh.
2012 erreichten Glover und Stanning in allen drei Weltcupregatten als Erste das Ziel und auch im olympischen Finale vor heimischem Publikum siegten sie vor den Booten aus Australien und Neuseeland. Sie gewannen damit die erste Goldmedaille für das britische Team bei den Olympischen Spielen in London und die erste olympische Goldmedaille für britische Ruderinnen überhaupt.
Bei den Ruder-Weltmeisterschaften 2013 in Chungju gewann sie mit Polly Swann den Zweier ohne Steuerfrau. Ein Jahr später siegte sie mit Heather Stanning bei den Weltmeisterschaften in Amsterdam. Stanning und Glover gewannen auch das Finale bei den Europameisterschaften 2015 in Posen und bei den Weltmeisterschaften 2015 auf dem Lac d’Aiguebelette. In die Olympiasaison 2016 starteten Glover und Stanning mit einem Sieg bei den Europameisterschaften in Brandenburg an der Havel. Auch bei den Olympischen Spielen 2016 in Rio de Janeiro setzten die beiden ihre Siegesserie fort und gewannen ihre zweite olympische Goldmedaille.
Nach mehrjähriger Pause kehrte Helen Glover 2021 zurück. Sie siegte zusammen mit Polly Swann bei den Europameisterschaften 2021 in Varese. Bei der olympischen Regatta in Tokio qualifizierten sich Glover und Swann als Dritte ihres Vorlaufs und Zweite ihres Halbfinales für das A-Finale. Dort erreichten sie den vierten Platz mit fast drei Sekunden Rückstand auf die drittplatzierten Kanadierinnen. Zwei Jahre später gewann der Vierer ohne Steuerfrau mit Heidi Long, Rowan McKellar, Helen Glover und Rebecca Shorten bei den Europameisterschaften 2023 in Bled Silber hinter der rumänischen Crew und vor den Niederländerinnen. Drei Monate später bei den Weltmeisterschaften in Belgrad gewannen die Niederländerinnen vor den Rumäninnen und den Britinnen. Helen Glover, Esme Booth, Samantha Redgrave und Rebecca Shorten siegten im Vierer bei den Europameisterschaften in Szeged mit anderthalb Sekunden Vorsprung vor den Rumäninnen. Drei Monate später bei der Olympiaregatta in Paris gewannen die Niederländerinnen mit 0,18 Sekunden Vorsprung vor dem britischen Vierer.
Zum Jahresende 2012 wurde Helen Glover zum Mitglied des Order of the British Empire ernannt, 2025 folgte die Ernennung zum Officer des Order of the British Empire.